# Pljačkovica
Pljačkovica (cyr. Пљачковица) – wieś w Serbii, w okręgu pczyńskim, w mieście Vranje. W 2012 roku liczyła pozostawała niezamieszkana.